# La bambola e il robottone. Culture pop nel Giappone contemporaneo
La bambola e il robottone. Culture pop nel Giappone contemporaneo è una raccolta di saggi a cura dell'orientalista Alessandro Gomarasca al riguardo delle tendenze culturali giovanili giapponesi nel decennio 1990-2000.
Pubblicato nel 2001, l'opera presenta, oltre ai saggi del curatore stesso, anche riflessioni originali - tradotte in italiano dall'inglese - di altri specialisti antropologi e sociologi quali Sharon Kinsella, Toshio Miyake, Anne Allison.

## Contenuti del libro
Tratta principalmente della cultura del Kawaii ("carino") nella società di giovani (o meno giovani) giapponesi, di mode come lo shopping sfrenato in negozi specializzati di oggettistica bizzarra, ma soprattutto di fumetti, anime e film nipponici in cui si trattano temi fantasy o horror.
Pur dovendo, come è ovvio, essere limitato nelle informazioni all'anno dell'edizione, il volume offre un interessante spaccato sia del cinema e del fumetto, ma anche della società (trattando anche di questioni serie come l'attacco della polizia ai manga a seguito delle azioni di un serial killer ossessionato dalle immagini di adolescenti, o come la pratica di vendita di sé delle studentesse degli anni Novanta, chiamata "dell'appuntamento ricompensato").

## Edizioni
- Alessandro Gomarasca (a cura di), La bambola e il robottone. Culture pop nel Giappone contemporaneo, Torino, Einaudi, 2001, ISBN 9788806159597.
- (FR) Alessandro Gomarasca (a cura di), Poupées, robots. La Culture pop japonaise, Autrement, 2002, ISBN 978-2746701908.